# IC 4859
IC 4859 ist eine Spiralgalaxie vom Hubble-Typ SAc im Sternbild Pfau am Südsternhimmel. Sie ist schätzungsweise 225 Millionen Lichtjahre von der Milchstraße entfernt und hat einen Durchmesser von etwa 70.000 Lj.
Das Objekt wurde September 1900 von DeLisle Stewart entdeckt.